# Peter Wirnsberger
Peter Wirnsberger, född 13 september 1958 i Vordernberg, är en österrikisk före detta alpin skidåkare.
Wirnsberger blev olympisk silvermedaljör i störtlopp vid vinterspelen 1980 i Lake Placid.